# Éric Poindron
Éric Poindron, né le 20 février 1966 à Reims, est un écrivain, éditeur, critique, animateur d'atelier d'écriture et de création littéraire (université de Reims Champagne-Ardenne), plasticien, créateur et scénographe d'exposition.

## Biographie

### Éditeur
Éric Poindron est le fondateur avec Sandra Rota de la maison d'édition Le Coq à l’âne, centrée sur l'ancienne région Champagne-Ardenne : histoire, fictions, gastronomie, géographie, contes et folklore de la région. 
Il édite les Contes rémois de Louis de Chevigné, Talleyrand, un quatuor à Reims de Jean-Paul Machetel, Jean de La Fontaine de A à Z / Dictionnaire historique, artistique et littéraire de Paul Fontimpe, Mystères, Diableries & Merveilles en Champagne-Ardenne et dans le reste du monde (Claude Seignolle, Pierre Dubois, Jacques Baudou, Jean-Paul Fontaine...) 
Il crée et dirige pour Le Castor astral la collection « Curiosa & cætera »,, une collection qui « rassemble des œuvres curieuses, inclassables et insolites ». Il définit son travail et ses choix éditoriaux comme une « quête de singularité ».

### Auteur

#### Livres
Éric Poindron se passionne pour les auteurs mineurs et les coulisses de la littérature. Il s’intéresse à la petite histoire de la littérature oubliée ou secondaire et à ses excentriciés : auteurs « mineurs », petits éditeurs, bibliophilie, fous littéraires, sciences inexactes ou paralittérature. 
Il est conteur et créateur de contes (L'Almanach Joyeux de la Champagne, Mystère & Diableries en champagne-Ardenne). 
Il est l'auteur de L'Histoire, la légende et la vérité du phare, racontée par Robert Hossein, pour le Phare de Verzenay en Champagne - Musée de la vigne, que les visiteurs peuvent écouter dans la salle « Légendes du phare». 
Il invente les concepts de « biblionomadisme », « bibliopathonomadisme » et « cryptobibliopathonomadisme » — ou « égarement » à travers les livres qui n’existent pas.

« Biblionomadie : itinérance parmi les livres. Mot inventé par l'écrivain et éditeur Éric Poindron dans Le Magazine du bibliophile. »

Une quarantaine de ses livres est inclassable, tels Belles étoiles, Stevenson dans les Cévennes, dans lequel il part sur les traces de Robert Louis Stevenson, ou Comme un bal de fantômes, ou des livres consacrés à la cuisine au champagne, au whisky et à la vodka. 

#### Autres activités
En 1994, Éric Poindron est co-scénariste avec Riccardo Freda, Jean Cosmos et Michel Léviant du film de Bertrand Tavernier La Fille de d'Artagnan. Le scénario du film est publié dans Le Grand Livre de Dumas, sous la direction de Charles Dantzig. 
Tavernier est également à l'initiative du projet qui aboutit l'année suivante à la publication de Riccardo Freda, un pirate à la caméra, livre d'entretiens entre Éric Poindron et Riccardo Freda, consacré à l'œuvre du réalisateur et à l'histoire du cinéma italien. 
En 2003, il collabore avec le chercheur et paléontologue Jean-Loup Welcomme, découvreur d'un squelette composite et complet de baluchitherium ou baluchiterium, le plus grand mammifère terrestre connu, afin de mettre en récit dans Sur les traces du géant, l'expédition qui mena à cette découverte.
En 2018 sort L’Ombre de la girafe et L’Étrange Questionnaire d’Éric Poindron,, fruit des ateliers d'écriture qu'il animait pour l'université de Reims Champagne-Ardenne. En 2019, il publie, toujours aux éditions Le Castor astral, Comment vivre en poète, préfacé par CharlÉlie Couture. 
Comme un bal de fantômes est lu en extraits par  Jacques Bonnaffé sur  France Culture en avril 2019 dans l'émission Jacques Bonnaffé lit la poésie,. 
Le poème Âme-l'Or, extrait de La Beauté sauvera le monde, est lu par Guillaume Gallienne sur France Inter, dans l'émission Ça peut pas faire de mal (mars 2019). 
Il développe dans ses textes, depuis les Mystères et diableries en Champagne-Ardenne, en passant par De l'égarement à travers les livres ou Le Collectionneur de Providence, un jeu littéraire mêlant anecdotes vérifiables, sociétés secrètes et bibliophiles, récits fantastiques et recherches de livres et auteurs disparus, afin de proposer à ses lecteurs une enquête littéraire qui se poursuit d'un livre à l'autre.

« Dans ce recueil, Mystères Diableries & Merveilles, où les érudits locaux voisinent avec les plumes de Claude Seignolle, Pierre Dubois ou Gilles Lapouge, il est bien question de merveilles — loup-garou, esprit malin et représentant malicieux du petit peuple en tête, de diable et de mystères. On y croise Sherlock Holmes, Cazotte, Collin de Plancy, Victor Hugo, Gérard de Nerval, Charles Nodier. [...] Éric Poindron a suivi ce conseil et constitué avec ses complices une sorte de légendaire noir de la Champagne-Ardenne qui la transforme en un bien savoureux terroir fantastique. »

— Jacques Baudou

### Commentaire
« Ce qui n’a pas manqué de me frapper dans son décès [de Philippe Jaccottet], c’est qu’avec lui mourait le dernier grand poète célébré comme tel : à preuve, son entrée de son vivant dans la Pléiade. Qu’on me comprenne bien : non qu’il n’y ait pas d’autres poètes, plus jeunes et aussi talentueux – je pense entre autres à Jean Lavoué, Jean-Pierre Vidal ou Jean-Yves Masson, Colette Nys-Mazure ou Éric Poindron. »

— Christiane Rancé

## Prix littéraires
- Lauréat du prix Simone-Genevoix, mention particulière pour Riccardo Freda, un pirate à la caméra, éd. Actes Sud, 1996
- Les honneurs de La Cause littéraire, meilleur recueil poétique 2019 pour Comme un bal de fantômes, Le Castor astral, 2017
- Prix Roland-Topor 2019 pour l'ensemble de son travail, récompense créée par Jean-Michel Ribes et Nicolas Topor et remise par Jean-Michel Ribes et Jean-Marie Gourio au théâtre du Rond-Point[19],[20]
- Prix Nerval de poésie 2019[21] pour Comment vivre en poète, Le Castor astral

## Œuvres

### Auteur
- Riccardo Freda, un pirate à la Caméra, avec Riccardo Freda, Actes Sud, 1995
- L'Almanach joyeux de la Champagne, collectif, Coq à l'Âne, 1997
- Paul Fort comme un poète, Coq à l'Âne, 1998
- Mystères et diableries en Champagne-Ardenne, Coq à l’Âne, 1999
- Mes enfants, quel cirque !, Coq à l'Âne, 2000
- Belles étoiles, Avec Stevenson dans les Cévennes, Flammarion, 2001
- Les Contes rémois, une biographie de Louis de Chevigné, Coq à l'Âne
- Sur les traces du géant, avec Jean-Loup Welcomme, Flammarion, 2003
- Mystères, diableries et merveilles en Champagne-Ardenne et dans le reste du monde, Coq à l'Âne, 2003
- Chefs, saveurs Champagne, avec Ragnar Fridriksson, Passion Food, 2006
- Le Champagne, dix façons de le préparer, L’Épure, 2008
- Le Whisky, dix façons de le préparer, L’Épure, 2008
- La Vodka, dix façons de la préparer, L’Épure, 2008
- De l'égarement à travers les livres, Le Castor Astral, 2011
- Ces livres qui n'existent pas, du Malin Plaisir, 2012
- Le Collectionneur de providence ou Petit traité de crânophilie, éditions Les Venterniers, 2013
- Pathologies & Facéties littéraires, éditions Les Venterniers, 2014
- Marginalia & Curiosités, éditions Les Venterniers, 2015
- Gilles Lapouge en toute liberté, avec Gilles Lapouge, Le Passeur, 2015
- Paris-Littérature by night, éditions Les Venterniers, 2016
- Nuit(s), folie, fantômes & quelques masques, éditions Les Venterniers, 2016
- L'Étrange Questionnaire d'Eric Poindron... ou le livre qu'il vous faudra en partie écrire ; ou dessiner, éditions Les Venterniers, 2016 ; réed. Le Castor Astral, 2017
- Bleu comme un orage à-mer, éditions Les Venterniers, 2016
- Le Cabinet des flots et des curiosités, éditions Les Venterniers, 2016
- Lettre aux fantômes, les miens, les vôtres & les leur(re)s, Le Réalgar, 2017
- Comme un bal de fantômes, Le Castor Astral, 2018
- 36 choses à faire avant de mourir, Pré Carré éditeur, 2018
- L'Ombre de la girafe, un voyage au long cou, Bleu Autour, 2018
- Apostille & Excursus à la girafe, Au long cou, 2019
- Comment vivre en Poète, 300 questions au lecteur et à celui qui écrit, Le Castor astral, 2019
- Le Fou et la Licorne, postface de Pierre Michon, Germes de barbarie, 2020
- Petit train, éditions du Petit Flou, 2020
- Brueghel. Des secret dans la neige, Invenit, 2020
- Le Voyageur inachevé, Le Castor astral, 2020
- Le Fou et la Licorne, édition augmentée, postface de Pierre Michon, Germes de barbarie, 2022
- Au cabaret des oiseaux et des songes, éditions Le Passeur, 2024. Collection l'émoi de la frontière.
- Passe- temps , éditions Petit Flou, 2025. Collection Le petit coup à la lune.

### Anthologies poétiques
- Dehors / recueil sans abri, Éd. Janus, 2016
- Éloge et défense de la langue française, Éd. Unicité, 2016
- L’Eau entre nos doigts, anthologie, Éd. Henry, 2018

- Voix vives de Méditerranée, Anthologie Sète, Éd. Bruno Doucey, 2019
- Pour avoir vu un soir la beauté passée, 60 poètes d'aujourd'hui, collectif, Le Castor astral, 2019

- Le Système poétique des éléments, Invenit, 2019
- Nous, avec le poème comme seul courage, 84 poètes d'aujourd'hui, Le Castor astral, 2020
- Le Système poétique des éléments, Laboratoire Novalis, Invenit, 2019
- Rumeurs, Actualité des écritures, « Éric Poindron, poète et éditeur », La Rumeur libre, 2020
- Voix des îles, anthologie de poésie contemporaine, éditions des îles, Haïti, 2021
- Le Désir en nous comme un défi au monde, 94 poètes d'aujourd'hui, Le Castor astral, 2021
- Dans une autre demeure, Cartographie de la poésie française et francophone contemporaine, 5 sens édition, 2022
- Le Blues roumain, anthologie poétique dirigé par Radu Bata, éditions unicité, 2023
- Frontières ad libitum, anthologie dirigée par Suzanne Dracius, éd. Idem, 2023
- Plus de cent frontières, éd. Pourquoi viens-tu si tard, 2024

### Ouvrages collectifs
- Coordination et appareil critique de Talleyrand chez nous, un quatuor rémois de Jean-Paul Machetel, Le Coq à l'âne, 2004
- Texte manifeste pour No Passaran !, éditions La Dragonne
- Texte « William Thierry, éditeur, imprimeur & singulier » in Les Éditions à l'écart, Hommage à William Thierry, Société des amis de la Bibliothèque de Reims, 2009
- Vieille marchande d'almanachs, revue Charogne n° 1
- Texte pour Chemins d'étoiles (Le Bestiaire du voyageur, éditions Transboréal
- Texte « Le Grand Jeu c'est nous » pour Autour du Grand Jeu, artistes et écrivains autour du Grand Jeu, éditions Domaine d'Art contemporain, 2003
- Participation au livre Les 807, les éditions du Transat, 2010

- Écriture et coordination de Mes enfants quelle cirque !, Le Coq à l'âne
- Écriture et coordination Paul Fort comme un poète, Le Coq à l'âne
- Textes et coordination de contes et légendes pour Marne pays d'histoires, conseil général de la Marne
- Coordination de Le Dictionnaire Jean de La Fontaine, de Paul Fontimpe, Le Coq à l'âne

- Le Grand Livre de Dumas, sous la direction de Charles Dantzig : scénario de La Fille de d'Artagnan, Les Belles Lettres, 2003
- Texte dans Vents Contraires, le Livre collectif du Théâtre du Rond-Point, de Collectif, sous la direction de Jean-Daniel Magnin et Jean-Michel Ribes, Le Castor astral, coll. « Curiosa & cætera », 2012
- Abécédaire Ichtyophile, collectif, Éd. GB & CO, 2015
- Revue des Lettres, Sciences et Arts de la Corrèze, 2016-2018, « Les Sentiers nocturnes et fous où se cachent l'inexpliqué », hommage à Claude Seignolle pour le centenaire de l'auteur, 2016-2018
- Merci Paris, collectif, Éd. Tallandier, 2017
- L'Homme livre, Éd. librairie indépendante, 2018
- L'Almanach du tastevin, collectif, éd. D'en bas, 2019
- CharlÉlie Couture / Passage, Portrait du peintre à regards multiples, Éd. Musée Paul Valéry, 2019
- Le Cabinet des merveilles, Objets de patrimoine de l'Université de Lille, Invenit, 2020
- Revue Vorace, « André Hardellet, une fiction » 2021
- « Conversation sur l'absence d'un papillon », TESTE 43 / VÉHICULE POÉTIQUE, 2021
- Revue Papilles n°58, Le tour du songe en quatre-vingts cafés, Éd. de l'association, 2022

### Préfaces et postfaces
- Contes de Champagne et au champagne, de Henri Richardot (préf.), Le Coq à l'âne
- Murmure en pays Camisard, de Sergio Cozzi (préf.), éditions Géorama
- Supplément au Voyage de Bougainville, de Denis Diderot (préf.), éditions Pocket
- Le Ratafia de Champagne, de Sandra Rota (préf.), Le Coq à l'âne
- Au château de l'étrange, de Claude Seignolle (préf.), Le Castor astral, coll. « Curiosa & cætera »
- Dictionnaire des idées reçues, de Gustave Flaubert (postface), Le Castor astral, coll. « Les inattendus »
- 76 clochards célestes ou presque (préf. et postface.), Le Castor astral, coll. « Curiosa & cætera »
- Le Blues roumain, anthologie poétique dirigé par Radu Bata T. 2 (préf.), éditions Unicité, 2021
- Au flanc des louves, Hénin Liétard  (préf.), éd. Unicité, 2022

### Scénariste
- Co-scénariste de Animal's Gang, avec Riccardo Freda et Jean-Philippe Stefani, production Little Bear et Bertrand Tavernier
- Idée originale (avec Riccardo Freda) et co-scénariste de La Fille de d'Artagnan de Bertrand Tavernier

## Éditeur

### Le Castor astral
Directeur de collection, collection « Curiosa & Cætera ».
- Petite encyclopédie du cannabis, Nicolas Millet, 2010
- Le Paradisier, roman flottant, Frédéric Clément, 2010
- Brefs, Georges Kolebka, 2011
- Au château de l'étrange, de Claude Seignolle, préface de Éric Poindron, 2011
- Valpéri. Mémoires d'un gentilhomme du siècle dernier, Paul de Molènes, préface de Norbert Gaulard, 2011
- De l'égarement à travers les livres, Eric Poindron, 2011
- Paris macabre, Histoires étranges & merveilleuses, Rodolphe Trouilleux, 2012
- Petits et Méchants, Jean-Pierre Cagnat — Prix de l'Humour noir Grandville, 2012
- Vents contraires, le livre collectif du théâtre du Rond-Point, collectif, sous la direction de Jean-Daniel Magnin et Jean-Michel Ribes, 2012
- Le Fracas des nuages, Lambert Schlechter, 2013
- Paris Fantastique, Histoires bizarres & incroyables, Rodolphe Trouilleux, 2014
- Petite encyclopédie des vampires, Moquet & Pétitin, 2014
- Haïkus de mes comptoirs, Jean-Marie Gourio, 2014[22]
- La Chambre turque, Sapho, 2015
- 76 clochards célestes ou presque, Thomas Vinau, 2016
- Comme un bal de fantômes, Éric Poindron, 2017
- L’Étrange Questionnaire d’Éric Poindron / ou le livre qu'il vous faudra en partie écrire ou dessiner, 2017
- Des étoiles et des chiens, Thomas Vinau, 2017
- La Mécanique du ciel, CharlÉlie Couture, 2019
- Comment vivre en poète. 300 questions au lecteur et à celui qui écrit, 2019
- Le Bazar de l'hôtel de vie, Christian Laborde, 2020
- Le Voyageur inachevé, Éric Poindron, 2020

### Éditions Invenit
Directeur de collection, collection « Le chant des possibles »
- N'aie pas peur, Jamais, Baptiste Beaulieu, 2020
- Éparpillés, Cali, 2020
- J'irai chanter sur vos tombes – Vian et le déserteur, Marc Dufaud, 2020

### Éditions unicité
Directeur de collection, collection « Brumes & Lanternes »
- Et vivre, ma folle vagabonde , Charlotte Saliou, 2023
- La poésie est sur la table, Denise le Dantec, 2023

- Aussi bas que les fleurs, Denise le Dantec, 2024

- De Zanzibar à Barbizon, Lettres à Lise, Robert Ebguy, 2025

### Conseiller éditorial
- Merci Paris, collectif, Tallandier, 2017
- J'ai soif ! Soif ! Soif ! mais soif !, Jean-Marie Gourio, Le Cherche midi, 2018
- Un Milliard d'années, Lucas Le Gall, Le Cherche midi, 2020
- New York Memories, CharlÉlie Couture, Le Cherche midi, 2020
- Voilà les anges, Cali, Albin Michel, 2022
- Des Éclairs de lune, au chevet de mes vingt ans, CharlElie Couture, Le Passeur, 2022

## Cabinets de curiosités
Éric Poindron possède un cabinet de curiosités « en mouvement perpétuel », qu'il conçoit comme une expérience esthétique, visuelle et plastique, et étudie et répertorie les cabinets de curiosité. Il organise des expositions sur ce thème et construit des cabinets de curiosité provisoires pour l'Espace Andrée-Chedid d'Issy-les-Moulineaux, dans le cadre de l'opération « La science se livre », Pour l'Institut français de Iasi (Roumanie), la Médiatièque de Saint-Nazaire, pour la mairie du 5e arrondissement durant le festival Quartier du livre.
Il anime au quotidien un cabinet de curiosités en ligne.

« Et nous méritons la part de rêve que nous offre la Vie... Qui raconte les cabinets de curiosité, ces collections hétéroclites nés au XVe siècle quand dans les chateaux de la renaissance, on croyait pouvoir appréhender le monde dans un bric-à-brac, et qui se poursuivent aujourd'hui, chez Eric Poindron qui vit au milieu de 20 000 livres, d’une fiole de sang de dragon, d’une licorne rouge, de trèfles à quatre feuilles, et de boules de cristal. Il n'y a dans le désordre de son logis que son plaisir et sa poésie. »

— France Inter, « La revue de presse de Claude Askolovitch », 1er février 2019

« Éric Poindron vit et rêve dans un cabinet de curiosités. Cet homme-là, maraudeur des confins, est "plein de papillons sur la tête et sur les murs", pour reprendre la formule magique de l'un de ses amis, l'écrivain Jean-Marie Gourio. La porte à peine franchie, les collections hétéroclites, foisonnantes, imposent leur beauté et leur étrangeté. Et l'on renonce vite à tout inventaire de boutiquier, conscient de l'absurdité de recenser la féerie. »

— La Vie, 31 janvier 2019

### Expositions
- « Le cabinet de curiosités à la girafe », dans le cadre de « La science se livre », espace culturel Andrée-Chedid, Issy-Les-Moulineaux, samedi 2 au samedi 23 février 2019.

Sous prétexte de nous raconter l’histoire de la première girafe à avoir posé le sabot sur le sol français en 1827, Éric Poindron, éditeur, écrivain, collectionneur et curieux nous ouvre une partie de son cabinet de curiosités. À la manière des explorateurs ou des savants d’autrefois, il invite le promeneur ou le lecteur, à découvrir des objets scientifiques, insolites, poétiques qui, ensemble, forment l’univers d’un rêveur et célèbre l’imagination. Des animaux empaillés chuchotent, des boussoles indiquent d’étranges directions et les objets ont décidément d’étranges histoires à raconter.
- « Cabinet de curiosités / univers poétiques & fantastiques », mairie du Ve arrondissement, Paris, du 15 au 22 mai 2019.

À l’invitation de Florence Berthout, maire du Ve arrondissement, lors du festival littéraire Quartier du livre, reconstitution d'un cabinet grandeur nature qui célèbre l'Europe des lumières. L'exposition donne lieu a plusieurs manifestation en son sein (représentation théâtrale, soirée poétique, nuit de la lecture).
« Éric Poindron s’y entend comme personne pour emmener son lecteur en balade et, l’air de rien, entre deux digressions admirables, le faire entrer dans ce monde parallèle et nécessaire, l’espace poétique. De l’humour, de l’humanité, de la curiosité, de la dérive. Un poète pas comme les autres — ou plutôt comme devraient l’être tous les autres — inspiré, imaginatif, ailé », écrit Thierry Beauchamp à propos de l'exposition.